# Camille Léger
Pour les articles homonymes, voir Léger.
Pour un article plus général, voir Abus sexuels sur mineurs dans l'Église catholique au Canada.
Camille Léger (1914-1990) est un prêtre catholique du Cap-Pelé dans le comté de Westmorland au Nouveau-Brunswick, au Canada. C'est uniquement après sa mort en 1990 que des victimes alléguées d'agressions sexuelles demandent et obtiennent des réparations financières auprès de l'archidiocèse de Moncton.

## Biographie
Né en 1914, Camille Léger appartient à une famille influente, son père est l'homme politique Antoine Léger (1880-1950) député du comté de Westmorland,  ministre des Finances de 1925 à 1935, puis sénateur du Canada. Son frère est médecin dans la communauté
.
De 1957 à 1980, Camille Léger est le prêtre de la paroisse de Sainte-Thérèse d'Avila du Cap-Pelé du comté de Westmorland, époque où il a agressé sexuellement plusieurs enfants. Il décède en 1990 sans être jamais inquiété par sa hiérarchie et la justice canadienne.
En 2012, après les révélations d'abus sexuels du prêtre,  l’Aréna Père-Camille-Léger est débaptisé et devient l'Aréna de Cap-Pelé et sa photographie est retirée de l'équipement. Plusieurs victimes se sont tournées vers l'archidiocèse de Moncton, considérant qu'il porte une part de responsabilité dans les agressions du prêtre et afin d'obtenir une réparation financière.

## Documentaire
- Le Silence, réalisé par Renée Blanchar en 2020, évoque plusieurs affaires de prêtres pédophiles en Acadie dont celles de Camille Léger et Lévi Noël[5].